# Theater der Zeit
Theater der Zeit (TdZ) ist eine deutschsprachige Monatszeitschrift mit dem Schwerpunkt Theater und Politik. Sie wurde 1946 in Berlin (Ost) gegründet und zählt neben Theater heute zu den führenden Theaterzeitschriften im deutschsprachigen Raum. Seit 1996 erscheinen im gleichnamigen Buchverlag auch Bücher.

## Geschichte
Der im Sommer 1945 gegründete Verlag Bruno Henschel & Sohn (später Henschelverlag Kunst und Gesellschaft) beauftragte im Frühjahr 1946 den Journalisten Fritz Erpenbeck mit der Gründung einer Theaterzeitschrift. Im Juli 1946 erschien die erste Nummer von Theater der Zeit mit Max Reinhardt auf dem Titelblatt, der Leitartikel von Fritz Erpenbeck trug den Titel „Zeittheater oder Theater der Zeit?“
Bis März 1992 erschien die Zeitschrift monatlich, dazwischen in kurzen Phasen Anfang der 1950er und Anfang der 1960er Jahre auch halbmonatlich. Diente Theater der Zeit anfangs vor allem der Information über das Theater in der DDR und im Ausland, geriet die Zeitschrift zu Beginn der 1950er Jahre zunehmend unter den ideologischen Einfluss der Staatlichen Kommission für Kunstangelegenheiten, dem Vorläufer des Ministeriums für Kultur der DDR. Erst nach der Entstalinisierung Mitte der fünfziger Jahre öffnete sich die Zeitschrift für kritische Diskussionen, soweit die politische Kontrolle dies zuließ.
Mit der Gründung des Verbandes der Theaterschaffenden im Dezember 1966, der die Theaterszene der DDR durch Selbstkontrolle im Sinne der sozialistischen Ideologie disziplinieren sollte, ging auch die Herausgeberschaft von Theater der Zeit an den Verband über. Der Henschelverlag blieb für Personal, Druck und Vertrieb zuständig. Während so der politische Druck auf die Zeitschrift zunahm, konnten sich die Redakteure durch die Teilnahme an Kolloquien, Festivals und Auslandsreisen auch intensiver mit dem Theaterleben vernetzen. Dadurch gewann „Theater der Zeit“ eine größere Praxisnähe, was zu einem steigenden Ansehen und höheren Auflagen in den 1970er und 1980er Jahren beitrug.
Nach der politischen Wende wählte die Redaktion mit Martin Linzer einen neuen Chefredakteur. Während die Nähe zur Theaterpraxis weiter gewahrt bleiben sollte, öffnete sich die Zeitschrift langsam für die Theaterszene der alten Bundesländer. Dennoch konnte ein drastisches Absinken der Auflage nicht verhindert werden. Auch durch Personalabbau, Preiserhöhung und neues Layout konnten die weggefallenen Subventionen des Kulturministeriums der DDR nicht ausgeglichen werden. Mit dem Märzheft 1992 musste der Henschelverlag die Zeitschrift einstellen.
Im Mai 1992 gründeten einige ehemalige Mitarbeiter die Interessengemeinschaft Theater der Zeit e. V., die im Mai 1993 die erste Ausgabe von „Theater der Zeit. Die Zeitschrift für Theater und Politik“ unter der redaktionellen Leitung von Martin Linzer herausbrachte. Das völlig neu konzipierte Heft erschien anfangs zweimonatlich, seit Anfang 2000 erscheint es wieder monatlich. Zum Beirat der Zeitschrift gehören heute Künstler und Wissenschaftler wie Friedrich Dieckmann, Erika Fischer-Lichte und Heiner Goebbels.
Der früher am Volkstheater Rostock auch als Autor für „Theater der Zeit“ wirkende Wolfgang Grahl ging in seiner späteren Tätigkeit als Journalist bei der Zeitung Norddeutsche Neueste Nachrichten 2004 den ungeklärten Todesumständen von Hanns Anselm Perten nach. Im weiteren Verlaufe der Aufklärung erhärtete sich 2005 gemäß Interview des ehemaligen „Theater der Zeit“-Autors Wolfgang Grahl mit Michael Pietschmann jedoch die These von Pertens Freitod.

## Gegenwart
Theater der Zeit zählt heute zu den wichtigsten Medien der Branche. Neben den regulären Ausgaben erscheinen auch Sonderveröffentlichungen, wie eine Ausgabe, die sich im Juli 2008 für den Erhalt der Berliner Staatsoper nach dem Entwurf von Richard Paulick einsetzte. Einen redaktionellen Schwerpunkt bildet das internationale Theater. Dazu veröffentlicht der Verlag regelmäßig ein zweisprachiges Sonderheft mit einem Länderporträt. Bisher erschienen Hefte zum Theater in Chile (2023), Spanien (2022), Kanada (2021), Tschechien (2018), Frankreich (2017 und 2005), der Schweiz (2016), China (2015), Finnland (2014), Niederlande und Flandern (2013 und 2001), London (2012), Iran (2011), Kuba (2010), Südafrika (2009), Chile (2008), Kanada (2007), Japan (2006), Mexiko (2004), Italien (2003), Baltikum (2002), Polen (2000) und Russland (1999).
Seit 2017 wird der Martin-Linzer-Theaterpreis von Theater der Zeit in Erinnerung an den langjährigen Kritiker und Chefredakteur der Zeitschrift vergeben.

## Buchverlag
Seit 1996 erscheinen im gleichnamigen Verlag Theater der Zeit auch Bücher zu theaternahen Themen. Die erste Publikation war das Arbeitsbuch „Kalkfell“ anlässlich des Todes von Heiner Müller. Seitdem erscheint das „Arbeitsbuch“ jährlich als Doppelausgabe in den Monaten Juli/August als Teil des Jahresabonnements der Zeitschrift. Darüber hinaus sind ca. 300 Titel im Buchverlag lieferbar bei jährlich etwa 40 Neuerscheinungen. Es gibt mehrere Buchreihen und weitere fachbezogene Zeitschriften, die sich z. B. Personenporträts, der Theaterausbildung, Theaterstücken, der wissenschaftlichen Forschung und der Architektur widmen.

## Arbeitsbücher (Auswahl)
- 2024: Werk-Stück II. Die neue Regie-Generation
- 2023: Johan Simons. Dialog mit dem Tod
- 2022: Circus in flux. Zeitgenössicher Zirkus
- 2021: transformers. digitalität. inklusion. nachhaltigkeit
- 2020: Stück-Werk 6. Neue deutschsprachige Dramatik im Porträt
- 2019: Luk Perceval
- 2018: Der Dinge Stand. Zeitgenössisches Figuren- und Objekttheater
- 2017: Heart of the City, 2. Recherchen zum Stadttheater der Zukunft
- 2016: Frank Castorf
- 2015: Bild der Bühne - Setting the Stage, Vol. 2. Siebzehn Bühnenbildner im Porträt
- 2014: Christoph Marthaler. Ein Arbeitsbuch
- 2013: Dimiter Gotscheff. Dunkel das uns blendet
- 2012: Import Export. Arbeitsbuch zum HAU Berlin
- 2011: Heart of the City, 1. Recherchen zum Stadttheater der Zukunft
- 2010: Theater der Welt. Zum Festival Theater der Welt in Essen und Mülheim an der Ruhr, 2010
- 2009: WeltenWenden 8909
- 2008: Stück-Werk 5. Neue deutschsprachige Dramatik im Porträt
- 2007: Eigenart Schweiz. Theater in der Deutschschweiz seit den 90er Jahren
- 2006: Stets das Ihre – Elfriede Jelinek zum 60. Geburtstag
- 2004: Thomas Brasch, Das blanke Wesen

## Chefredakteure
- 1946–1959: Fritz Erpenbeck
- 1959–1961: Fritz Marquardt
- 1961–1963: Hans-Rainer John
- 1963–1966: Manfred Nössig
- 1966–1970: Horst Gebhardt
- 1970–1974: Manfred Nössig
- 1974–1990: Hans-Rainer John
- 1991–1999: Martin Linzer
- 1999–2000: Thomas Irmer, Barbara Engelhardt
- 2001–2003: Thomas Irmer
- 2005–2007: Nina Peters
- 2007–2014: Harald Müller, Frank M. Raddatz
- 2014–2019: Harald Müller
- 2020–2021: Dorte Lena Eilers
- seit 2022: Thomas Irmer

## Auszeichnungen
- 2019: Deutscher Verlagspreis
- 2025: Kurt-Wolff-Preis